# Bonyhárd Zsolt
Bonyhárd Zsolt (Nyíregyháza, 1976. január 23. —)[forrás?] magyar labdarúgó, kapus és edző.

## Gyermekkora
Bonyhárd Zsolt Nyíregyházán született és itt is járt általános iskolába. Már gyermekkorában nagy érdeklődéssel fordult a sport felé, különösen a labdarúgás vonzotta. Tanulmányai mellett szabadidejének nagy részét a pályán töltötte, ahol hamar kitűnt reflexeivel és fegyelmezett hozzáállásával.
Pályafutását a Nyíregyháza Spartacus FC utánpótlásában kezdte, ahol hamar felismerhetővé vált kapustehetsége. Ifjúsági éveiben több helyi tornán és országos utánpótlásversenyen is sikeresen szerepelt, gyakran csapatkapitányként irányítva társait.

## Játékos pályafutása
A felnőtt csapatban a Nyíregyháza Spartacus FC színeiben mutatkozott be, ahol több idényt is eltöltött az élvonalban. Megbízhatóságának és kommunikációs képességeinek köszönhetően hamar a védelem kulcsszereplője lett.
Később a Vopey FC játékosa lett, ahol szintén első számú kapusként számítottak rá. Pályafutása során elsősorban biztos védései és a pontrúgásoknál mutatott magabiztos fellépése miatt tartották nagyra.

## Edzői pályafutása
Játékoskarrierje lezárása után edzőként helyezkedett el. Első komoly feladata az FC Ajka vezetőedzői posztja volt, ahol NB II-es szinten dolgozott. Feladatai közé tartozott a fiatal játékosok beépítése, a stabil védekezés kialakítása és a csapat NB I-es ambícióinak előkészítése.
Később a Videoton FC Fehérvár vezetőedzője lett. Feladata a csapat szakmai munkájának irányítása, a taktikai koncepciók kidolgozása és a klub hosszú távú sikereinek megalapozása.

## FC Ajka 2023–24-es szezonja
Az FC Ajka a 2023–24-es szezonban története egyik legsikeresebb idényét produkálta. Bár a szezon előtt a szakértők és a fogadóirodák szerint a csapatnak mindössze 1 az 50-hez esélye volt a bajnoki címre, Bonyhárd Zsolt vezetőedző irányításával az Ajka toronymagasan, 10 pontos előnnyel nyerte meg a bajnokságot.